# Ismael Lejarreta
Ismael Lejarreta Arrizabalaga, nascido a 11 de junho de 1953 em Bérriz (Biscaia, Espanha), é um ex-ciclista espanhol, profissional entre os anos 1977 e 1983, durante os quais conseguiu 6 vitórias. O seu irmão Marino Lejarreta (1957) também foi um ciclista profissional de grande sucesso. O seu filho, Iñaki Lejarreta (1983-2012), também foi um ciclista que competia no ciclismo de montanha e que faleceu atropelado na estrada.

## Biografia
Ismael militou em quatro equipas: Kas, Novostil-Helios, Teka e Alfa Lum, estes dois últimos acompanhando como gregário de luxo de seu irmão Marino.
A sua melhor atuação na Volta ciclista a Espanha, foi na sua estreia em 1977 conseguindo a 16.ª posição, roçando a vitória de etapa na 14.ª etapa onde terminou segundo.
O Giro d'Italia unicamente disputou-o na temporada da sua despedida, conseguindo uma meritória 28.ª posição, atuando como gregário do seu irmão Marino.
O Tour de France disputou-o em três ocasiões, destacando a 24.ª posição obtida no Tour de 1980, onde também roçou a vitória de etapa na 19.ª, finalizando em segunda posição.

## Palmarés
| - 1977 - 2.º no Campeonato da Espanha de Montanha - 1978 - G.P. Llodio - 1 etapa da Volta à La Rioja - 1980 - Clássica de Ordizia | - 1982 - 1 etapa da Volta à Catalunha - 1 etapa da Volta às Astúrias - 1983 - Subida ao Txitxarro |

## Resultados em grandes voltas e Campeonato do Mundo
Durante a sua carreira desportiva tem conseguido os seguintes postos nas Grandes Voltas e no Campeonato do Mundo em estrada:
| Corrida            | 1977 | 1978 | 1979 | 1980 | 1981 | 1982 | 1983 |
| ------------------ | ---- | ---- | ---- | ---- | ---- | ---- | ---- |
| Giro d'Italia      | -    | -    | -    | -    | -    | -    | 28.º |
| Tour de France     | -    | -    | -    | 24.º | 64.º | 57.º | -    |
| Volta a Espanha    | 16.º | -    | 21.º | -    | -    | 19.º | 30.º |
| Mundial em Estrada | -    | -    | -    | -    | 16.º | 50.º | -    |

-: não participa

Ab.: abandono

## Equipas
- Kas (1977-1978)
- Novostil-Helios (1979)
- Teka (1980 - 1982)
- Alfa Lum (1983)